# Аракчеєвщина
Аракче́євщина — термін на позначення системи військових та поліцейських заходів і реформ у Російській імперії першої чверті XIX століття, зокрема створення військових поселень. Походить від прізвища головного ініціатора реформ, генерала від артилерії графа Аракчеєва (1769 — †1834).
Військові заходи Аракчеєва полягали у виокремленні артилерійських частин у самостійні формування, введенні нових статутів, штатів та принципів армійської комплектації і управління, дивізійній організації армії, створенні рекрутського депо, впровадженні новітніх видів озброєння та іншого.
1818 за дорученням імператора Олександра I, Аракчеєв підготував секретний проект звільнення кріпосних селян, який не був реалізований. 1819 Аракчеєв — начальник військових поселень, де поєднувалася сільська праця з нещадною військовою муштрою. Запровадив у поселеннях суворий режим та жорстку регламентацію всіх сторін життя, що викликало численні заворушення і повстання.
В Україні військові поселення були засновані в Катеринославській губернії, Слобідсько-Українській губернії та Херсонській губернії, а пізніше — на Київщині й Поділлі.
У дореволюційній російській історіографії під впливом негативних оцінок сучасників Аракчеєва щодо його діяльності сформувався критичний погляд на аракчеєвщину. У радянській історичній науці термін аракчеєвщина часто використовувався в широкому сенсі для означення деспотизму самодержавного режиму в Росії взагалі. У сучасній російській історіографії переглянуто попередні оцінки заходів Аракчеєва у військовій сфері, деякі з них розглядаються як позитивні.